# Federico di Anhalt-Dessau
Federico di Anhalt-Dessau (Dessau, 27 dicembre 1769 – Dessau, 27 maggio 1814) era un principe tedesco del Casato di Ascania ed erede del principato (dal 1807 ducato) di Anhalt-Dessau.
Era l'unico figlio sopravvissuto di Leopoldo III principe e successivamente duca di Anhalt-Dessau, e di sua moglie Luisa, figlia di Federico Enrico, Margravio di Brandeburgo-Schwedt. La sua unica sorella nata l'11 febbraio 1768, nacque morta o morì poco dopo la sua nascita.

## Vita
Nel 1786 si unì all'esercito prussiano, dove fece carriera sino ad ottenere il titolo di Generalfeldmarschall. In 1805 he contracted to build Kühnauer Park.
Federico morì tre anni prima di suo padre, quindi non ereditò mai l'Anhalt-Dessau. Il suo posto come erede di Leopold III fu preso dal maggiore dei suoi figli maschi Leopoldo Federico, che succedette a suo nonno nel 1817 con il nome di Leopoldo IV.

## Matrimonio e figli
A Bad Homburg vor der Höhe il 12 giugno 1792 Federico sposo la Langravia Amalia d'Assia-Homburg (Homburg, 29 giugno 1774 - Dessau, 3 febbraio 1846), figlia di Federico V, Langravio di Assia-Homburg. Ebbero sette figli:
1. Amalia Augusta (1793-1854), sposò il 15 aprile 1816 Friedrich Günther, Principe di Schwarzburg-Rudolstadt.
2. Leopoldo IV Federico (1794-1871), Duca di Anhalt-Dessau e dal 1863 Duca di tutto l'Anhalt .
3. Giorgio Bernardo (1796-1865).
4. Paolo Cristiano (1797-1797).
5. Luisa Federica (1798-1858), sordomuta dalla nascita; sposò il 12 febbraio 1818 suo zio (fratello di sua madre) Gustavo, Langravio d'Assia-Homburg.
6. Federico Augusto (1799-1864), sposò nel 1832 la Principessa Maria Luisa Carlotta d'Assia-Kassel.
7. Guglielmo Valdemaro (1807-1864), sposò morganaticamente il 9 luglio 1840 Emilie Klausnitzer (1812 - 1888), creata Freifrau von Stolzenberg nel 1842.

## Connessione con Mozart
Il testo della canzone tedesca "Des kleinen Friedrichs Geburtstag", K. 529, di Wolfgang Amadeus Mozart, fu in origine scritta nel 1778 dal poeta Johann Eberhard Driedrich Schall per commemorare il nono compleanno del Principe Ereditario Federico. Non si sa come Mozart si sia imbattuto in questo testo o perché abbia scelto di ambientare a Praga nel 1787. Tutto ciò che si sa è che è stata inserita nel suo proprio catalogo di composizioni musicali come opera completa il 6 novembre 1787.

## Ascendenza
|                                        |                                          |                                                           | Genitori                             |  |  | Nonni |  |  | Bisnonni                    |  |  | Trisnonni                            |  |
|                                        |                                          |                                                           |                                      |  |  |       |  |  | Leopoldo I di Anhalt-Dessau |  |  | Giovanni Giorgio II di Anhalt-Dessau |  |
|                                        |                                          |                                                           |                                      |  |  |       |  |  | Leopoldo I di Anhalt-Dessau |  |  | Giovanni Giorgio II di Anhalt-Dessau |  |
|                                        |                                          | Enrichetta Caterina d'Orange                              |                                      |  |  |       |  |  | Leopoldo I di Anhalt-Dessau |  |  |                                      |  |
| Leopoldo II di Anhalt-Dessau           |                                          |                                                           |                                      |  |  |       |  |  | Leopoldo I di Anhalt-Dessau |  |  |                                      |  |
|                                        |                                          | Anna Luisa Föhse                                          | Rudolf Föhse                         |  |  |       |  |  |                             |  |  |                                      |  |
|                                        |                                          | Anna Luisa Föhse                                          | Rudolf Föhse                         |  |  |       |  |  |                             |  |  |                                      |  |
|                                        |                                          | Anna Luisa Föhse                                          | Agnese Ohme                          |  |  |       |  |  |                             |  |  |                                      |  |
| Leopoldo III di Anhalt-Dessau          |                                          | Anna Luisa Föhse                                          |                                      |  |  |       |  |  |                             |  |  |                                      |  |
|                                        |                                          | Leopoldo di Anhalt-Köthen                                 | Emanuele Lebrecht di Anhalt-Köthen   |  |  |       |  |  |                             |  |  |                                      |  |
|                                        |                                          | Leopoldo di Anhalt-Köthen                                 | Emanuele Lebrecht di Anhalt-Köthen   |  |  |       |  |  |                             |  |  |                                      |  |
|                                        |                                          | Leopoldo di Anhalt-Köthen                                 | Gisella Agnese von Rath              |  |  |       |  |  |                             |  |  |                                      |  |
| Gisella Agnese di Anhalt-Köthen        |                                          | Leopoldo di Anhalt-Köthen                                 |                                      |  |  |       |  |  |                             |  |  |                                      |  |
|                                        |                                          | Federica Enrichetta di Anhalt-Bernburg                    | Carlo Federico di Anhalt-Bernburg    |  |  |       |  |  |                             |  |  |                                      |  |
|                                        |                                          | Federica Enrichetta di Anhalt-Bernburg                    | Carlo Federico di Anhalt-Bernburg    |  |  |       |  |  |                             |  |  |                                      |  |
|                                        |                                          | Federica Enrichetta di Anhalt-Bernburg                    | Sofia Albertina di Solms-Sonnenwalde |  |  |       |  |  |                             |  |  |                                      |  |
| Federico di Anhalt-Dessau              |                                          | Federica Enrichetta di Anhalt-Bernburg                    |                                      |  |  |       |  |  |                             |  |  |                                      |  |
|                                        | Filippo Guglielmo di Brandeburgo-Schwedt | Federico I Guglielmo di Brandeburgo                       |                                      |  |  |       |  |  |                             |  |  |                                      |  |
|                                        | Filippo Guglielmo di Brandeburgo-Schwedt | Federico I Guglielmo di Brandeburgo                       |                                      |  |  |       |  |  |                             |  |  |                                      |  |
|                                        | Filippo Guglielmo di Brandeburgo-Schwedt | Sofia Dorotea di Schleswig-Holstein-Sonderburg-Glücksburg |                                      |  |  |       |  |  |                             |  |  |                                      |  |
| Federico Enrico di Brandeburgo-Schwedt | Filippo Guglielmo di Brandeburgo-Schwedt |                                                           |                                      |  |  |       |  |  |                             |  |  |                                      |  |
|                                        |                                          | Giovanna Carlotta di Anhalt-Dessau                        | Giovanni Giorgio II di Anhalt-Dessau |  |  |       |  |  |                             |  |  |                                      |  |
|                                        |                                          | Giovanna Carlotta di Anhalt-Dessau                        | Giovanni Giorgio II di Anhalt-Dessau |  |  |       |  |  |                             |  |  |                                      |  |
|                                        |                                          | Giovanna Carlotta di Anhalt-Dessau                        | Enrichetta Caterina d'Orange         |  |  |       |  |  |                             |  |  |                                      |  |
| Luisa di Brandeburgo-Schwedt           |                                          | Giovanna Carlotta di Anhalt-Dessau                        |                                      |  |  |       |  |  |                             |  |  |                                      |  |
|                                        |                                          | Leopoldo I di Anhalt-Dessau                               | Giovanni Giorgio II di Anhalt-Dessau |  |  |       |  |  |                             |  |  |                                      |  |
|                                        |                                          | Leopoldo I di Anhalt-Dessau                               | Giovanni Giorgio II di Anhalt-Dessau |  |  |       |  |  |                             |  |  |                                      |  |
|                                        |                                          | Leopoldo I di Anhalt-Dessau                               | Enrichetta Caterina d'Orange         |  |  |       |  |  |                             |  |  |                                      |  |
| Leopoldina Maria di Anhalt-Dessau      |                                          | Leopoldo I di Anhalt-Dessau                               |                                      |  |  |       |  |  |                             |  |  |                                      |  |
|                                        |                                          | Anna Luisa Föhse                                          | Rudolf Föhse                         |  |  |       |  |  |                             |  |  |                                      |  |
|                                        |                                          | Anna Luisa Föhse                                          | Rudolf Föhse                         |  |  |       |  |  |                             |  |  |                                      |  |
|                                        |                                          | Anna Luisa Föhse                                          | Agnese Ohme                          |  |  |       |  |  |                             |  |  |                                      |  |
|                                        |                                          | Anna Luisa Föhse                                          |                                      |  |  |       |  |  |                             |  |  |                                      |  |